# Asterochiton
Asterochiton is een geslacht van halfvleugeligen (Hemiptera) uit de familie witte vliegen (Aleyrodidae), onderfamilie Aleyrodinae.
De wetenschappelijke naam van dit geslacht is voor het eerst geldig gepubliceerd door Maskell in 1879. De typesoort is Asterochiton aureus.

## Soorten
Asterochiton omvat de volgende soorten:
- Asterochiton aureus Maskell, 1879
- Asterochiton auricolor (Bondar, 1923)
- Asterochiton cerata (Maskell, 1896)
- Asterochiton cordiae David & Subramaniam, 1976
- Asterochiton fagi (Maskell, 1890)
- Asterochiton pittospori Dumbleton, 1957
- Asterochiton simplex (Maskell, 1890)